# Folwark (Krzczonowice)
Folwark – część wsi Krzczonowice w Polsce, położona w województwie świętokrzyskim, w powiecie ostrowieckim, w gminie Ćmielów.
W latach 1975–1998 Folwark administracyjnie należał do województwa kieleckiego.